# Take On Mars
Take On Mars est un jeu vidéo de simulation d'exploration martienne développé et édité par Bohemia Interactive, sorti en 2017 sur Windows.
Il est sorti en accès anticipé le 1er août 2013 et fait suite à Take On Helicopters sorti en 2011.

## Système de jeu

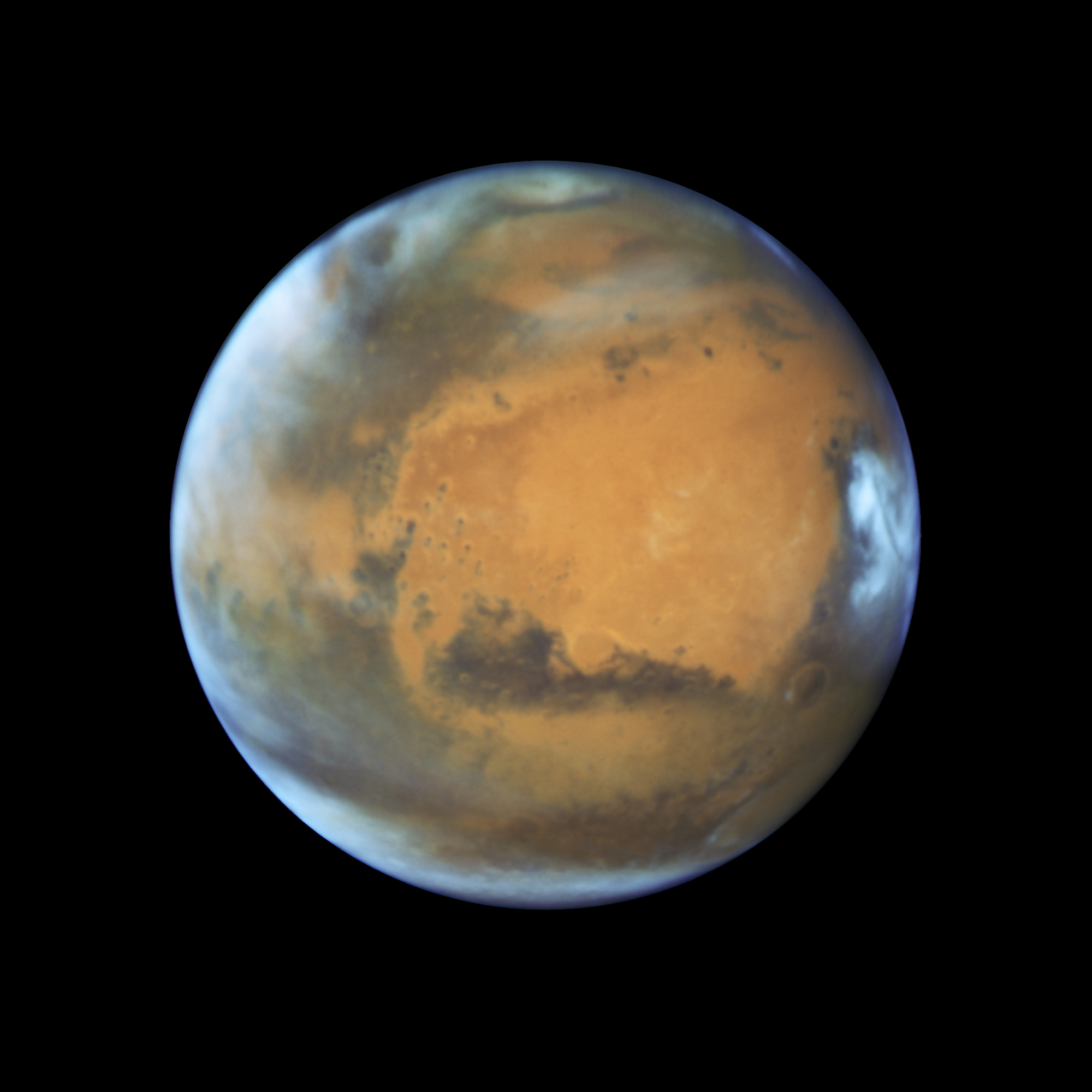
Le jeu prend place sur Mars.

Chaque mission commence par la descente d'un vaisseau spatial sur Mars. Dans Take On Mars, le joueur utilise une variété d'atterrisseurs et de rovers. Les fonctions des véhicules spatiaux ne sont pas entièrement précises afin de rendre la simulation plus accessible. La vitesse des rovers est augmentée par rapport aux rovers existants. Contrairement aux véhicules d'exploration de Mars, les engins spatiaux en jeu sont contrôlés en temps réel : plutôt que de planifier les tâches d'un engin spatial martien pour la journée, le joueur utilise directement ses instruments. Les fonctions qu'un utilisateur doit effectuer comprennent la conduite vers de nouvelles destinations, le relevé cartographique du terrain et la collecte d'échantillons. De multiples instruments scientifiques sont débloqués par le joueur au fur et à mesure afin d'étudier Mars et d'atteindre les objectifs de la mission. De nombreux atterrissages sont nécessaires pour mener à bien toutes les missions en un lieu donné. Chaque engin spatial transporte une série d'instruments conçus pour atteindre les objectifs qui lui sont assignés.[réf. souhaitée]

## Caractéristiques
Take On Mars propose quatre modes de jeu accessibles à tout utilisateur.
- Programme spatial : Explorez Mars du point de vue d'une agence spatiale fictive. Les joueurs débloquent de nouvelles technologies, de nouveaux véhicules et de nouveaux instruments pour s'attaquer aux tâches à venir.
- Scénarios : Atterrir à la surface de Mars avec un véhicule fonctionnel et accomplir des missions individuelles centrées sur divers objectifs de mission scientifique.
- Rédacteur en chef : Créez des scénarios personnalisés avec des missions de complexité variable.
- Multijoueur : Nouvel ajout aux missions habitées

Il y a quatre aspects importants du jeu.
- Un système de destruction dynamique où les véhicules peuvent être détruits en coupant les caméras, les bras robotiques, les jambes de force et les roues.
- Une économie virtuelle pour l'agence spatiale qui donne un budget au joueur pour financer des missions. Le financement peut être augmenté en accomplissant des missions et des tâches individuelles.
- Terrain réaliste avec des emplacements à la surface de Mars qui sont basés sur des données satellitaires réelles provenant d'endroits comme le cratère Victoria.
- La météo créée sur Mars peut entraver le progrès et détruire le véhicule spatial.

## Histoire
L'histoire est inspirée de The Martian d'Andy Weir.
Le jeu se déroule en 2028 lorsqu'une mission habitée est envoyée sur Mars. Le joueur prend le contrôle de Mark Willis, un membre de l'équipage. L'expédition subit un accident et l'équipage meurt. Willis est le seul survivant à la surface de Mars sans aucun contact avec la Terre. Il doit survivre et trouver un moyen de rentrer chez lui.

## Accueil
- Canard PC : 5/10[5]